# 3603 Gajdušek
3603 Gajdušek este un asteroid din centura principală, descoperit pe 5 septembrie 1981, de Ladislav Brožek.